# Juri Karlowitsch Stark

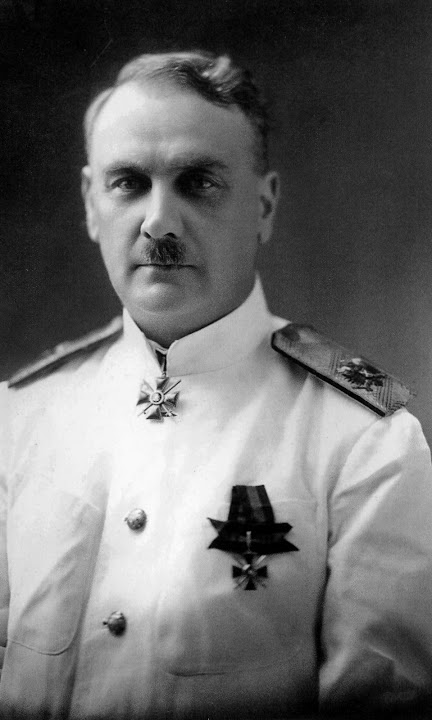
Juri Stark (vor 1917)

Juri Karlowitsch Stark (russisch Юрий Карлович Старк; * 20. Oktober 1878 als Georgi Karlowitsch Stark (russisch Георгий Карлович Старк) in Sankt Petersburg; † 2. März 1950 in Paris) war ein russischer Seeoffizier und Admiral.

## Leben

### Zarenzeit
Juri Stark besuchte bis 1898 die Seekadettenanstalt. Zur Zeit des Russisch-Japanischen Krieges 1904/05 war er Minenoffizier auf dem Geschützten Kreuzer Aurora und nahm an der Seeschlacht von Tsushima teil, in der er verwundet wurde. 1912 wurde er zum Kapitän Zweiten Ranges befördert und führte in den folgenden Jahren das Kommando über die Zerstörer Silny, Straschny und Donskoi Kasak der 5. und 12. Zerstörerdivision in der Ostsee. Im Ersten Weltkrieg nahm er an verschiedenen Unternehmungen und Gefechten teil und wurde am 6. Oktober 1916 zum Kapitän Ersten Ranges befördert. 1917 avancierte er zum Kommandeur der Zerstörer der Baltischen Flotte und stieg am 28. Juli 1917 in den Rang eines Konteradmirals auf. Am 3. April 1918 wurde er verabschiedet.

### Revolution und Bürgerkrieg
Im August 1918 schloss sich Stark in Kasan der Volksarmee des Komutsch an und kommandierte die weiße Wolgaflottille. Später ernannte ihn Admiral Koltschak zum Kommandeur einer Marineschützenabteilung und er machte in dieser Position mit den Truppen Generalleutnant Kappels den Rückzug der Weißen durch Sibirien 1919 mit, erkrankte schwer an Typhus und musste im mandschurischen Harbin behandelt werden. Vom 17. Juni 1921 an war Stark Befehlshaber der weißen Sibirischen Flottille der weißen provisorischen Amur-Regierung und floh mit 30 Schiffen, die insgesamt etwa 10.000 Personen an Bord hatten, vor der anrückenden Bolschewiki aus Wladiwostok. Zunächst steuerte die Flottille das unter japanischer Besatzung stehende koreanische Wonsan an. In Schanghai ließ er die zivilen Flüchtlinge von Bord gehen und lief dann Manila an. Dort verkaufte er die verbliebenen Schiffe der Flottille und verteilte den Erlös sowie die Reste der Goldvorräte der sibirischen Weißen unter den überlebenden Mannschaften und Offizieren. Einen Rechenschaftsbericht über die Tätigkeiten und Finanzen der Flottille schickte er an Nikolai Nikolajewitsch Romanow, der im Ersten Weltkrieg Oberbefehlshaber der russischen Streitkräfte gewesen war.

### Im Exil
Nach dem Ende des Bürgerkrieges lebte Stark in Paris und arbeitete dort u. a. als Taxifahrer. An politischen Aktivitäten russischer Exilanten nahm er nicht mehr teil und verweigerte auch die Zusammenarbeit mit den deutschen Besatzern während des Zweiten Weltkrieges, war aber von 1946 bis 1949 Vorsitzender des Vereins russischer Marineoffiziere im Exil. Er wurde auf dem russischen Friedhof von Sainte-Geneviève-des-Bois beigesetzt.

## Familie
Juri Stark war mit Elisaweta Raswosowa verheiratet (1881–1924), der Schwester des russischen Admirals Alexander Raswosow. Aus der Ehe gingen zwei Kinder hervor:
Boris Georgowitsch Stark (1909–1996), russischer Priester und Missionar, und Tatiana Georgowina.

## Auszeichnungen
- Orden des Großen Sibirischen Eismarsches
- Orden des Heiligen Wladimir, IV. Klasse
- Orden des Heiligen Stanislaus, II. Klasse
- Russischer Orden der Heiligen Anna, III. Klasse